# Aulacorthum glechomae
Aulacorthum glechomae är en insektsart. Aulacorthum glechomae ingår i släktet Aulacorthum och familjen långrörsbladlöss. Inga underarter finns listade i Catalogue of Life.